# Niorouhio
Niorouhio est une ville située dans le Sud de la Côte d'Ivoire et appartenant au département de Guéyo, dans la Région du Bas-Sassandra. La localité de Niorouhio est un chef-lieu de commune et de sous-préfecture .